# Rosa de Lancaster

A rosa vermelha de Lancaster, o emblema heráldico da Casa de Lancaster, em sua forma básica

A Rosa Vermelha de Lancaster (brasonado: uma rosa goles) foi o emblema heráldico adotado pela Casa de Lancaster no século XIV. Nos tempos modernos, simboliza o condado de Lancashire. A espécie ou cultivar exata que representa acredita-se ser Rosa gallica officinalis.
João de Gante, irmão mais novo de Edmundo de Langley, 1º Duque de Iorque (1341–1402), adotou a Rosa Branca de Iorque como seu emblema heráldico. Seus descendentes lutaram pelo controle do trono da Inglaterra durante várias décadas de guerra civil, que ficaram conhecidas como as Guerras das Rosas, devido à heráldica da Casa de Iorque.
Adotada após o fim das guerras civis do século XV, a rosa vermelha tornou-se o símbolo da Monarquia Inglesa. 
A oposição entre as rosas foi uma invenção romântica criada posteriormente, e as artes Tudor, sob poetas como Shakespeare, deram às guerras sua concepção popular: as Guerras das Rosas, termo cunhado no século XIX. O conflito foi encerrado pelo rei Henrique VII da Inglaterra que, ao se casar com Isabel de Iorque, criou a Rosa Tudor, o símbolo da dinastia Tudor.
1. ↑  «Heraldry, Pageantry and Social Display in Medieval England. Peter Coss , Maurice Keen». Speculum (2): 644–645. Abril de 2003. ISSN 0038-7134. doi:10.1017/s0038713400169751. Consultado em 17 de setembro de 2024